# Heinrich Moos
Heinrich Moos (27 de março de 1895 – 15 de junho de 1976) foi um esgrimista alemão, que participou dos Jogos Olímpicos de Verão de 1928, sob a bandeira da Alemanha.